# Liparus coronatus
Liparus coronatus es una especie de escarabajo del género Liparus, familia Curculionidae. Fue descrita científicamente por Johann August Ephraim Goeze en 1777.
Se distribuye por Francia, Suecia, Alemania, Reino Unido de Gran Bretaña e Irlanda del Norte, Luxemburgo, Ucrania, Austria, Países Bajos, Suiza, Chequia, Italia, Dinamarca, Rusia, Estonia, España, Eslovaquia, Polonia, Bélgica, Bulgaria, Kirguistán y Eslovenia. La especie se mantiene activa durante todos los meses del año excepto en diciembre.